# Béléné (île)
Pour les articles homonymes, voir Béléné.
L'Ile de Béléné (en bulgare Белене) est une île située au milieu du fleuve Danube, entre la Roumanie et la Bulgarie ; elle appartient à cette dernière.

L'Île de Béléné.

L'île de Béléné est l'île la plus grande de Bulgarie ; elle fait 14,5 km d'est en ouest et 4,5 km de nord au sud.
Dans l'ouest de l'île a été implanté le camp de concentration de Béléné, qui a ouvert en 1949 ; à partir de 1962, et surtout à partir de 1989, il a été transformé en prison ordinaire. Dans l'est de l'île a été créée, en 1981, la réserve naturelle de "Persinski blata" (les marais de Persin).